# Nicolás Salas
Nicolás de Jesús Salas (Valencia, 12 de julio de 1933-Sevilla, 13 de febrero de 2018) fue un escritor y periodista español.

## Biografía
Hijo de un notario y poeta valenciano de Requena. Al fallecer su padre en 1934, al poco de nacer Nicolás, su madre decidió regresar a Sevilla, ciudad de la que ella procedía y en la que Nicolás llegaría a ser cronista y donde desarrollaría su carrera periodística.
En 1950 comienza su andadura profesional como comentarista deportivo en el diario Sevilla. Su afán por aprender, le llevan a trabajar en un buen número de medios de comunicación sevillanos. Forma parte de las redacciones de: Trofeo (1952), El Correo de Andalucía (1953), ¡Oiga! (1954), Hoja del Lunes (1952-1976) y Radio Sevilla (1970-1973).
En 1959 llega al diario ABC como auxiliar de redacción de primera (1959), y tras pasar por varios puestos -redactor (1961), redactor-jefe (1968)- acaba ocupando el puesto de director (1976-1984). Posteriormente es nombrado adjunto de presidencia en la editorial Prensa Española (1986-1998). Tras su jubilación en 1998, continua colaborando con el diario ABC hasta que en el 2000 es cesado por la dirección del diario, al criticar en sus artículos al Partido Popular. Desde ese año, colabora con el Diario de Sevilla, y posteriormente con Viva Sevilla y El Correo de Andalucía.
También colabora en las televsiones locales, fundamentalmente: Giralda TV y Tele Sevilla.
Fue director de la Cámara Oficial Sindical Agraria (1964-1967); asesor de la Cámara Oficial de Comercio, Industria y Navegación (1970-1976); director adjunto de la Feria de Muestras Iberoamericana (1973-1976), y profesor invitado de diversas escuelas y universidades nacionales e internacionales: Escuela Nacional de Relaciones Públicas (CENP), Escuela Oficial Industrial, Instituto de Desarrollo Regional de la Universidad de Sevilla, Universidad de Stanford y Universidad de San Diego.
También realizó incursiones en la política, a través del Partido Social Liberal Andaluz de Manuel Clavero Arévalo (1976), al que asesoró cuando éste fue nombrado ministro para las Regiones (1977-78) y ministro de Cultura (1979).
Casado con Antonia Pareja, el matrimonio vivía en la Colina Blanca. Tuvieron cinco hijos y seis nietos.
Trabajó hasta el último momento. Ingresado en el hospital de San Juan de Dios del Aljarafe, falleció pocos días después a los 84 años de edad, en Sevilla.

## Premios y reconocimientos
- Premio Ateneo Taurino (1972)
- Premio Ciudad de Sevilla (1973)
- Premio Luca de Tena (1981)
- Premio de Novela Ateneo de Sevilla (1986)
- Premio Continente (1991)
- "Trianero Adoptivo" (1992)
- "Trianero del Año" (1998)
- El Ayuntamiento de Sevilla le dedicó una calle en el barrio de Triana, la calle Periodista Nicolás Salas (2006)
- Colegiado de honor del Colegio Oficial de Médicos (1998)
- Colegiado de honor del Colegio Oficial de Agentes Comerciales (2001)
- Socio de honor del Ateneo de Sevilla (1984)
- Socio de honor de la Sociedad Nicolás Monardes de Médicos Escritores y Artistas (1993)
- "Sevillano del año" (2002), otorgado por el Rotary Club Sevilla

## Publicaciones
Publicó más de cincuenta obras, entre otros:
- “50 sevillanos del siglo XX”
- "Andalucía: los siete círculos viciosos del subdesarrollo"
- "¡Bienvenido a Sevilla, camarada Alexis!"
- "Cronicón sevillano"
- "El Moscú sevillano"
- "El Pedroso. Historia ignorada del primer Centro Minero-Metalúrgico de Andalucía y Extremadura"
- "La Feria de Sevilla"
- "La Guerra Civil en Sevilla. Antecedentes, Frente Popular, 18 se Julio. Represiones en ambos bandos, 1931-1959"
- "La otra memoria histórica. 500 testimonios documentales y gráficos de la represión marxista, 1931-1939"
- "La Sevilla de Casa Robles"
- "Sevilla, crónicas del siglo XX"
- "Sevilla en tiempos de La Corchuela"
- "Sevilla en tiempos de la Exposición Iberoamericana de 1929"
- "Sevilla en tiempos de los Antidios"
- "Sevilla en tiempos de Sor Ángela de la Cruz"
- "Sevilla en tiempos del Tamarguillo"
- "Sevilla en sepia"
- "Sevilla fue la clave"
- "Tablada. Crónica de cien años de aviación en Sevilla"